# Колонизация астероидов
Колонизация пояса астероидов представляет довольно сложную, но в будущем, возможно, реалистичную и экономически выгодную техническую задачу в силу особенностей самих астероидов. В плане колонизации космоса в основном рассматривается освоение минеральных ресурсов астероидов.

## Возможность освоения
Астероиды, или, как их называют иначе, малые планеты, долго предлагались в качестве возможных мест для колонизации. Идея колонизации астероидов популярна в научной фантастике. Одна из возможных перспектив использования астероидов для нужд человечества — добыча полезных ископаемых из недр астероидов, в особенности редких металлов платиновой группы (осмий, иридий), а также прочих металлов.

## Преимущества освоения
- Сравнительная близость от Земли — они могут несколько раз в десятилетие проходить достаточно близко от неё. В интервалах между этими проходами астероид может удаляться на 350 млн км от Солнца (афелий) и до 500 млн км от Земли.
- Большое число возможных объектов освоения, более чем 300 000 астероидов.
- Астероиды могут содержать богатые запасы различных металлов и веществ (в том числе с содержанием углерода), включая железо. Троянские астероиды, находящиеся на орбите Юпитера, могут иметь кометное происхождение.
- Многие астероиды (особенно ядра комет) содержат большое количество (больше чем 5 % от полного объёма) углерода.

## Трудности освоения
- Низкая гравитация — сила тяжести. Люди, ведущие работы на астероиде, должны будут приспосабливаться к ней.
- Главный пояс астероидов примерно в 2—4 раза дальше от Солнца, чем Земля. Это означает, что поступление солнечной энергии в 4—16 раз меньше, нежели на Земле, и для добывающих и прочих объектов нужны иные основные источники энергии.
- Многие астероиды могут не содержать полезных ископаемых в своих недрах.
- Ввиду многочисленности астероидов и малой гравитации на них всегда будет опасность того, что астероид с колонией столкнётся с каким-либо массивным небесным телом.

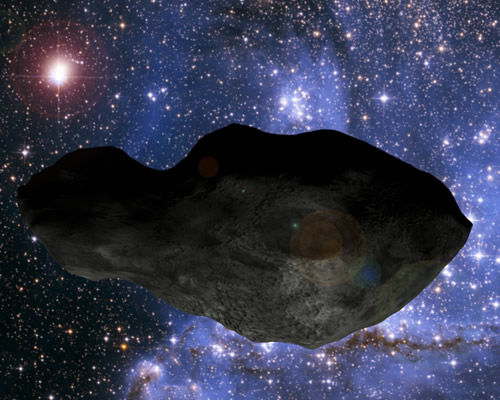
Астероид 216 Клеопатра

## Наиболее привлекательные астероиды
- (6178) 1986 DA — потенциально металлический околоземный астероид.
- (216) Клеопатра — металлический астероид главного пояса.

Некоторые астероиды С-типа — вероятно, каменноугольные хондриты, в которых содержится около 10 % (от общей массы астероида) замёрзшей воды.